# Окор, Жорес
Жоре́с Око́р (фр. Jores Okore; род. 11 августа 1992[…], Абиджан) — датский футболист, защитник. Выступал в сборной Дании.

## Ранняя жизнь
Окор родился в столице Кот-д’Ивуара, в Абиджане, когда ему было 3 года, он переехал с семьёй в Данию, где с 8 лет играл в футбол в клубе из пригорода Копенгагена «Б 93». В 2007 году Жорес перешёл в «Норшелланн», где стал капитаном молодёжного состава.

## Клубная карьера

### «Норшелланн»
Окор дебютировал за «Норшелланн» в чемпионате Дании 3 апреля 2011 года в матче против «Хорсенс», выйдя на замену. После нескольких игр в чемпионате, он вместе с командой выиграл Кубок Дании 2011 года. Жорес продолжит выходить на поле до конца сезона 2010/11, в общей сложности сыграв в 11 матчах и сделав 1 результативную передачу. В июне 2011 года Окор подписал новый четырёхлетний контракт с «Норшелланном» и стал официальном членом первой команды.
18 сентября 2011 года Окор забил свой первый гол за «Норшелланн» в матче против Брондбю. 4 ноября Жорес подписал новый контракт действующий до декабря 2016 года.

### «Астон Вилла»
13 июня 2013 года было объявлено, что Окор подписал четырёхлетний контракт с «Астон Виллой». Сумма трансфера составила 4 миллиона фунтов стерлингов. Он дебютировал в Премьер-лиге 21 августа 2013 года на «Стэмфорд Бридж» в матче против «Челси», заменив Кирана Кларка за несколько минут до перерыва. 16 сентября 2013 года в игре против «Ньюкасл Юнайтед» получил разрыв крестообразных связок колена и был вынужден пропустить сезон 2013/14. 24 ноября 2014 года впервые после четырнадцати месяцев отсутствия из-за травмы вышел на поле в матче против «Саутгемптона», матч закончился со счётом 1-1. 7 февраля 2015 года забил свой первый гол за «Астон Виллу» в матче против «Челси».

## Международная карьера
6 сентября 2011 года Окор дебютировал за молодёжную сборную Дании (до 21 года) в возрасте 19 лет в победном отборочном матче чемпионата Европы 2013 против Северной Ирландии (3-0).
Через два месяца после дебюта в молодёжной сборной, 6 ноября 2011 года, Окор был вызван в национальную сборную в качестве замены Симона Кьера в товарищеском матче против сборной Швеции 11 ноября 2011 года. Он дебютировал за сборную в этом матче, выйдя на замену на 62-й минуте, заменив одноклубника Андреаса Бьелланна. Жорес остался в расположении сборной и на следующий товарищеский матч против Финляндии 15 ноября 2011 года, где он сыграл свой второй матч, выйдя в старте.
6 декабря 2011 года Окор был вызван в тур по Таиланду в январе 2012 года.
24 мая 2012 года было объявлено, что Жорес Окор попал в заявку сборной Дании для участия в Евро-2012, а также в двух товарищеских матчах против Бразилии и Австралии.

## Характеристика
Жорес Окор способный и агрессивный защитник, который спокойно обращается с мячом и хорошо читает игру, обладает лидерскими качествами.

## Статистика
По состоянию на 18 июля 2015
| Клуб                   | Сезон                  | Чемпионат Дании | Чемпионат Дании | Национальные кубки | Национальные кубки | Еврокубки | Еврокубки | Всего | Всего |
| Клуб                   | Сезон                  | Игры            | Голы            | Игры               | Голы               | Игры      | Голы      | Игры  | Голы  |
| ---------------------- | ---------------------- | --------------- | --------------- | ------------------ | ------------------ | --------- | --------- | ----- | ----- |
| Норшелланн             | 2009/10                | —               | —               | 1                  | 0                  | —         | —         | 1     | 0     |
| Норшелланн             | 2010/11                | 11              | 0               | 3                  | 0                  | —         | —         | 14    | 0     |
| Норшелланн             | 2011/12                | 25              | 1               | 3                  | 0                  | 2         | 0         | 30    | 1     |
| Норшелланн             | 2012/13                | 29              | 4               | 0                  | 0                  | 5         | 0         | 34    | 4     |
| Всего за «Норшелланн»  | Всего за «Норшелланн»  | 65              | 5               | 7                  | 0                  | 7         | 0         | 79    | 5     |
| Астон Вилла            | 2013/14                | 3               | 0               | 1                  | 0                  | 0         | 0         | 4     | 0     |
| Астон Вилла            | 2014/15                | 23              | 1               | 3                  | 0                  | 0         | 0         | 26    | 1     |
| Всего за «Астон Виллу» | Всего за «Астон Виллу» | 26              | 1               | 4                  | 0                  | 0         | 0         | 30    | 1     |
| Всего за карьеру       | Всего за карьеру       | 91              | 6               | 11                 | 0                  | 7         | 0         | 109   | 6     |

### Матчи Окора за сборную Дании
| Матчи Окора за сборную Дании | Матчи Окора за сборную Дании | Матчи Окора за сборную Дании | Матчи Окора за сборную Дании | Матчи Окора за сборную Дании | Матчи Окора за сборную Дании  |
| ---------------------------- | ---------------------------- | ---------------------------- | ---------------------------- | ---------------------------- | ----------------------------- |
| №                            | Дата                         | Соперник                     | Счёт                         | Голы Окора                   | Соревнование                  |
| 1                            | 11 ноября 2011               | Швеция                       | 2:0                          | —                            | Товарищеский матч             |
| 2                            | 15 ноября 2011               | Финляндия                    | 2:1                          | —                            | Товарищеский матч             |
| 3                            | 2 июня 2012                  | Австралия                    | 2:0                          | —                            | Товарищеский матч             |
| 4                            | 15 августа 2012              | Словакия                     | 1:3                          | —                            | Товарищеский матч             |
| 5                            | 6 февраля 2013               | Македония                    | 0:3                          | —                            | Товарищеский матч             |
| 6                            | 5 июня 2013                  | Грузия                       | 2:1                          | —                            | Товарищеский матч             |
| 7                            | 11 июня 2013                 | Армения                      | 0:4                          | —                            | Чемпионат мира 2014 (отбор)   |
| 8                            | 7 сентября 2014              | Армения                      | 2:1                          | —                            | Чемпионат Европы 2016 (отбор) |

Итого: 8 матчей / 0 голов; 5 побед, 0 ничьих, 3 поражения.

## Достижения
- Чемпионат Дании:
  - Чемпион: 2011/12
- Кубок Дании:
  - Обладатель: 2010/11